# Roy Hurdley
Roy Hurdley es un boxeador panameño. Compitió en la prueba de peso ligero masculino en los Juegos Olímpicos de Verano de 1972. 

## Trayectoria
En los Juegos Olímpicos de Veranó de 1972, perdió en su primera pelea ante Iván Mikhailov de Bulgaria. Su debut profesional fue el 1 de septiembre de 1978 en donde fue derrotado por puntos en cuartos asaltos por su compatriota Agustín Caballero en el Gimnasio Nuevo Panama, tu su segunda pelea nuevamente con Agustín Caballero pero fue declarada sin resultado, su tercera pelea fue con el costarricense Ronald Álvarez en donde fue derrotado por nocaut técnico en el Gimnasio Nacional Eddy Cortés, en su cuarta pelea fue derrotado por el colombiano Armando Pérez por nocaut técnico en el segundo asalto en el Coliseo Humberto Perea, tuvo su última pelea de manera profesional el 28 de febrero de 1981 en donde fue derrotado por su compatriota Francisco Becerra por decisión unánime en ocho asaltos en la Arena Panama Al-Brown.

## Récord Amateur
| 0 Ganadas (0 knockouts), 1 Derrotas(1 knockouts), 0 Empates |        |                |      |              |            |                                |       |
| Res.                                                        | Récord | Oponente       | Tipo | Round Tiempo | Fecha      | Lugar                          | Notas |
| P                                                           | 0-1    | Iván Mikhaylov | TKO  | 2 (3)        | 1972-08-27 | Olympiahalle, Múnich, Alemania |       |

## Récord Profesional
| 0 Ganadas (0 knockouts), 4 Derrotas(2 knockouts), 0 Empates, 1 Sin Resultados |         |                   |      |              |            |                                                       |       |
| Res.                                                                          | Récord  | Oponente          | Tipo | Round Tiempo | Fecha      | Lugar                                                 | Notas |
| P                                                                             | 0-4-(1) | Francisco Becerra | UD   | 8 (8)        | 1981-11-28 | Arena Panamá Al-Brown, Colón, Panamá                  |       |
| P                                                                             | 0-3-(1) | Armando Pérez     | TKO  | 2 (10)       | 1980-08-01 | Coliseo Humberto Perea, Barranquilla, Colombia        |       |
| P                                                                             | 0-2-(1) | Ronald Álvarez    | TKO  | 1 (10)       | 1979-09-13 | Gimnasio Nacional Eddy Cortés, San José, Costa Rica   |       |
| SR                                                                            | 0-1-(1) | Agustín Caballero | NC   | 4 (4)        | 1979-06-02 | Gimnasio Neco de la Guardia, Ciudad de Panamá, Panamá |       |
| P                                                                             | 0-1     | Agustín Caballero | PTS  | 4 (4)        | 1978-09-01 | Gimnasio Nuevo Panamá, Juan Díaz, Panamá              |       |